# Xã Put-in-Bay, Quận Ottawa, Ohio
Xã Put-in-Bay (tiếng Anh: Put-in-Bay Township) là một xã thuộc quận Ottawa, tiểu bang Ohio, Hoa Kỳ. Năm 2010, dân số của xã này là 633 người.